# Califato mundial

Bandera de la Yihad, utilizada como símbolo mundial del islam.

El califato mundial es un concepto de gobierno único, mundial y de carácter islámico. Ha sido propuesto por diversos influyentes musulmanes en diferentes ocasiones históricas, y recientemente por Abu Bakr al-Baghdadi, el dirigente del grupo terrorista Estado islámico de Irak y el Levante.
También recientemente, el 8 de abril de 2006, el diario Dailiy Times de Pakistán informó de que, en una concentración en Islamabad, la organización fundamentalista Sipah-e-Sahaba Pakistan llamó a la creación de un califato mundial, el cual debería iniciarse en Pakistán. Más tarde, en el año 2014, Baghdadi reclamó el éxito en la creación del califato mundial.
Hizb ut-Tahrir, una organización política panislámica, cree que todos los musulmanes deberían unirse en un califato mundial que «desafiaría y, en última instancia, conquistaría, a la civilización Occidental». A causa de los actos violentos cometidos por extremistas, se presume que estas ideas actualmente carecen de atractivo entre amplias audiencias islámicas. Sin embargo, la periodista libanesa Brigitte Gabriel argumenta que el califato mundial es el objetivo central del islam radical.

## Origen
Con el tiempo, los historiadores y académicos han ido teniendo diferentes ideas sobre los orígenes de este concepto. En el libro Islamic Imperialism, de 2007, se expresa el punto de vista de su autor, Efraim Karsh, sobre su creencia acerca del origen del concepto:

Como religión universal, el Islam contempla un orden político global en el que toda la humanidad vivirá bajo el dominio musulmán, ya sea como creyentes o como comunidades sujetas a ello. Con el fin de lograr este objetivo, es responsabilidad de todos los hombres libres musulmanes adultos el llevar a cabo una lucha sin cuartel siguiendo «el camino de Alá» o Yihad. Esto, hace a su vez de las partes del mundo que aún no han sido conquistado por la «Casa del Islam» una morada de conflicto permanente (la «Casa de la Guerra», Dar al-Harb) que sólo terminará con el eventual triunfo final del Islam.